# راهب‌مرغ پرسروصدا

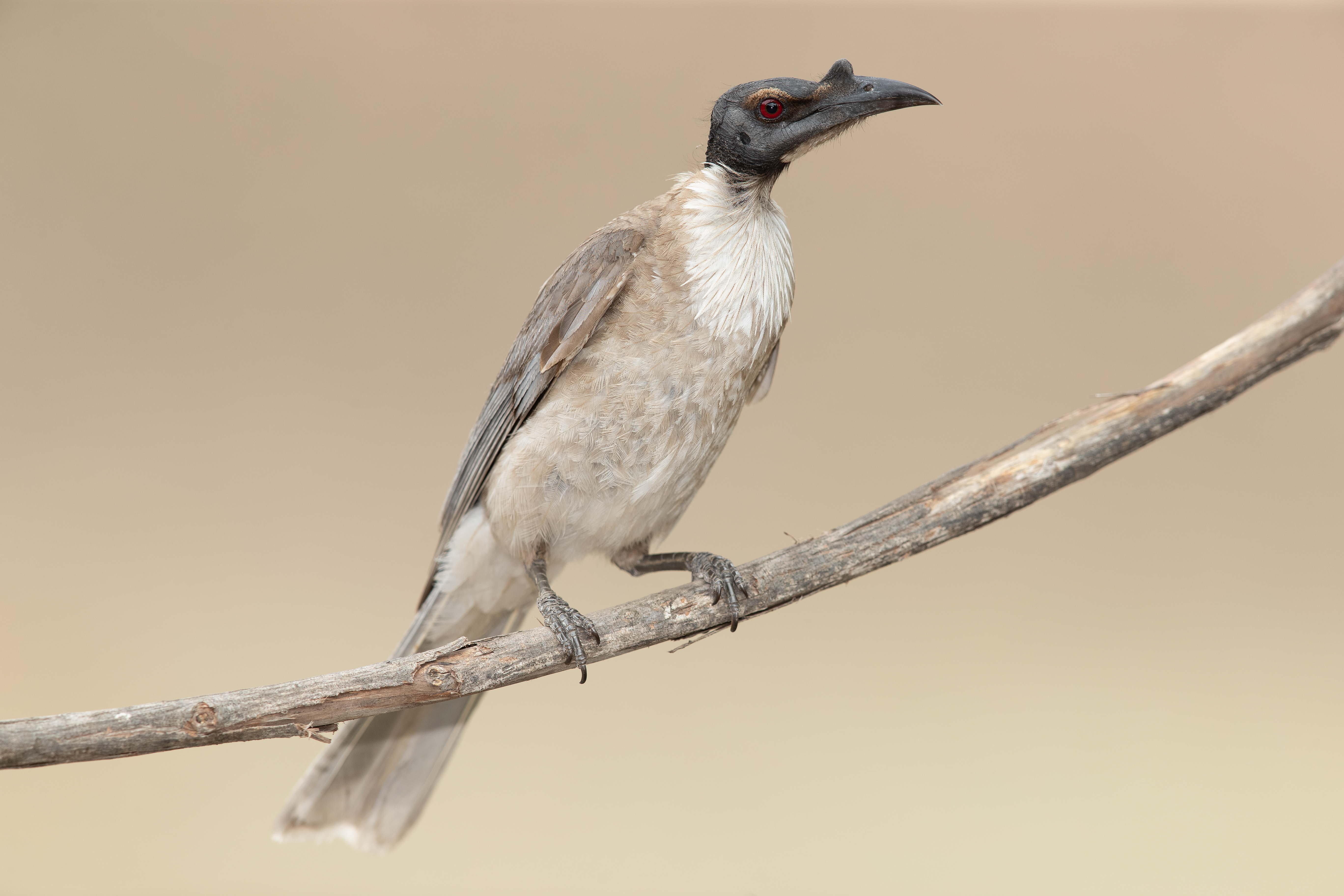
نگاره‌ای از یک راهب پرسروصدا در نیو ساوت ولز، استرالیا.

راهب‌مرغ پرسروصدا (نام علمی: Philemon corniculatus) نام یک گونه از سرده مرغ‌های راهب است. این پرنده بومی جنوب گینه نو و شرق استرالیاست.